# Xestopelta lugens
Xestopelta lugens är en stekelart som först beskrevs av André Seyrig 1934.  Xestopelta lugens ingår i släktet Xestopelta och familjen brokparasitsteklar. Inga underarter finns listade i Catalogue of Life.